# Europs zonatus
Europs zonatus is een keversoort uit de familie kerkhofkevers (Monotomidae). De wetenschappelijke naam van de soort werd in 1902 gepubliceerd door Antoine Henri Grouvelle.